# 田村重冶
もしかして
- 田村重治

ではありませんか？